# Abbaye de Lauffen
L’abbaye de Lauffen est une ancienne abbaye bénédictine puis dominicaine à Lauffen.

## Histoire
L'abbaye bénédictine est fondé en 1003 à la demande du roi Henri II, elle abrite ensuite au plus tard en 1285 des religieuses dominicaines, qui élèvent un couvent à Itzingen (de) à la fin du XIIIe siècle. Au XIVe siècle, la souveraineté de Lauffen passe de l'électorat de Mayence au Wurtemberg. La vie monastique des religieuses dominicaines étant au point mort, les prémontrées de l'abbaye d'Adelberg (de) reprennent le couvent en 1466 et reçoivent un soutien considérable du souverain Ulrich V avant la réforme protestante.
Pendant la guerre des Paysans allemands, l'abbaye est pillée en 1525. Les religieuses résistent à l’introduction du protestantisme de 1536 à 1553. Pendant ce temps, le couvent est gardé comme une prison jusqu'au départ définitif de la dernière prieure. Le complexe est ensuite utilisé comme couvent de femmes réformées et reçoit un intendant souverain.
À la suite de l'édit de Restitution de Ferdinand II en 1629, l'abbesse d'Adelberg demande une restitution en vain.
Dans la seconde moitié du XVIIIe siècle, Heinrich Friedrich Hölderlin (de) est l'intendant du couvent. Son fils Friedrich Hölderlin naît ici en 1770.
En 1806, les biens de l'église sont abolis et l'intendance est ensuite dissoute en 1807, le bureau du Kameralamt (de) de Lauffen reprend ses tâches. La plupart des bâtiments usés par le temps sont alors démolis. Dans la cour abbatiale, on peut voir le mur de l'abbaye, l'église abbatiale reconstruite, un musée lapidaire et un monument à Hölderlin. La maison des parents de Hölderlin et les vestiges d'un moulin se trouvent à proximité.